# Џорџ Кона
Џорџ Вашингтон Кона (енг. George Washington Corner, Балтимор, 12. децембар 1889 – 28. септембар 1981, Хантсвил)  био је амерички лекар, ембриолог и пионир у примени контрацептивних пилула. Носилац је десет почасних диплома са разних универзитета, као кључни истраживач у откривању прогестерона. Окарактерисан је и као историчар медицине и као хуманиста.
Значајан допринос дао је у едукацији бројних особа касније важних у свету у области сексуалног здравља, укључујући: Вилијамa Х. Мастерсa, Мери Калдероне и Алана Френка Гутмахера. Зато га многи истраживачи сматрају дедом сексуалног здравља и контрацепције у Америци. Мери Калдероне признала је да много дугује Џорџу који јој је дозволио да похађа медицински курс у Рочестеру.

## Епоними
Конаново име (заједно са Вилардом Мироном Аленом) везује се за два медицинска епонима:
- Конан-Аленов тест - тест за прогестацијску активност. Oдрасле женке кунића се паре током еструса и стерилишу 18 сати касније. Испитивана супстанца се убризгава субкутано 5 узастопних дана. Минимална количина потребна за потпуну прогестацијску пролиферацију ендометријума узима се као јединица, што је еквивалентно 1,25 mg прогестерона.[5]
- Конан-Аленова јединица - јединица за прогестацијску активност код зечева. Минимална доза која, подељена на пет једнаких дневних порција, шестог дана изазива промене у материци карактеристичне за осми дан нормалне трудноће. Јединица има приближно исти значај као међународна јединица.[6]

## Живот и каријера
Рођен је као син Џорџа Вашингтона Кона II, локалног трговца, и његове супруге Флоренс Еванс. Прво се школовао у латинској школи за дечаке у Балтимору, а затим на Универзитету Џон Хопкинс и након дипломираља 1909. године, обавио је и последипломско пколовања и стекао диплому из медицине 1913. године. 
Након школовања предавао је као доцент на Калифорнијском универзитету, Беркли, 1915. до 1919. године да би се потом вратио као доцент на Универзитет  Џон Хопкинс, на коме је радио од  1919. до 1923. године.
Године 1923. за првог професора медицине на Универзитету у Рочестеру (који су финансирали Џорџ Истман и Рокфелерова фондација), са платом од 6.000 долара годишње, одабрао га је председник Универзитета Бенџамин Раш Рис. Како је дужност у Рочестеру преузео наредне 1924. године, у међувремену  је (1923) радио у лабораторији Ернеста Старлинга у Енглеској. Његово звање на Универзитету у Рочестеру, било је директор Одељења за анатомију.
Године 1940. Џорџ је прешао у Карнегијеву ембриолошку лабораторију у Балтимору. У њој је радио до 1954. године.  Иако је оклевао да напусти интелектуалну заједницу у Рочестеру, Корнер је 1940. прихватио позив Ваневара Буша, председника Карнеги института у Вашингтону, да наследи Џорџа Л. Стритера на месту шефа одељења за ембриологију коју је основао Мал, први Конанов ментор истраживања. Исте године, Конан је изабран и за Националну академију наука и за Америчко филозофско друштво. Године 1958. објавио је своју прву аутобиографију  Anatomist at Large.
После година посвећених истраживањима чији резултати су објављани у утицајним публикацијама и успешног руковођења,  Карнегијевом ембриолошком лабораторијом Кона се повукао у мировину 1977. године.
Почасни члан Краљевског друштва у Единбургу постао је 1951. године,а  члан Краљевског друштва у Лондону 1955. године.
Умро је у кући свог сина у Хантсвилу, Алабама, 28. септембра 1981. године. Сахрањен је на гробљу Тиога Поинт у Пенсилванији.  Само неколико месеци пре него што је умро, Завршио је своју другу аутобиографију  Седам доба медицинског научника.